# NK Naftaš Ivanić-Grad
NK Naftaš je nogometni klub iz Ivanić-Grada. Trenutačno se natječe u 4. NL NS Zagreb.